# Thomas Erskine, 1:e baron Erskine
Thomas Erskine, 1:e baron Erskine, född 10 januari 1750 i Edinburgh, död 17 november 1823 i Almondell, Linlithgowshire, var en brittisk jurist och politiker, far till David Erskine, 2:e baron Erskine.
Erskine började sin bana som militär men övergav detta yrke 1775 för att utbilda sig till jurist. Efter att ha etablerat sig som advokat i London 1778 gjorde han sig känd som en kvick, vältalig och oförskräckt försvarare, särskilt i politiska mål. År 1792 försvarade han Thomas Paine och friade 1794 efter ett glänsande försvar den Horne Tooke. Han var medlem av underhuset 1783-84 och 1790-1806 samt blev pär 1806 och för en kort tid lordkansler under Grenville. Erskine, som var whig, och slöt sig troget till Charles James Fox, men misslyckades i parlamentet och visade sig oduglig i regeringen. Hans ekonomi försämrades, och hans anseende sjönk för att åter stiga de sista åren, då han försvarade drottning Karolina. Erskine har bland annat skrivit ett försvar för franska revolutionen: View on the causes and consequences of the present war with France (1797) samt Armata, en berättelse inspirerad av Gullivers resor.